# Bruno Urh
Bruno Urh, slovenski arhitekt, * 1968.
Rojen je v Ljubljani. Diplomo (1992) in magisterij (1996) je pridobil na Fakulteti za arhitekturo v Ljubljani.
Je pooblaščeni arhitekt in nadzornik za zahtevne zgradbe ter pooblaščeni prostorski načrtovalec pod zaporedno številko A-0100 Zbornice Arhitektov in Planerjev Slovenije.
Ukvarja se tudi z uporabo hologramov v arhitekturi, kar je leta 1991 poimenoval »holotektura«.
Poleg arhitekture se ukvarja tudi s poezijo, dramatiko in prozo.

## Dela
- 1996: podstavek za vodnjak - »deklico s piščalko« kiparja Staneta Jarma[4]
- Trgovski center Schactermayer v Trzinu, 3500 m2, 1997,
- Trgovski center Rutar v Ljubljani (z arhitektom Josefom Klingbacherjem), 15.000 m2, leta 2000 in 2005,
- Nacionalni forenzični laboratorij NFL v Ljubljani, 5500 m2, leta 2011,
- Cosylab v Ljubljani, 4600 m2, leta 2015
- Mladinski hotel CŠOD v Ribčevem Lazu v Bohinju, 3500 m2, 2017
- Tovarna HERZ v Šmartnem pri Litiji, 4800 m2, 2019
- Tovarna ROTIS v Kočevju, 5.000 m2, 2021
- VILA KOS v Rožni dolini - v Ljubljani, 720 m2, 2023

## Razstave
- 12.11.1992 Razstava “Holotecture” na prvem kongresu Design Zentrum Essen.
- 17.8.1995: »Koncept prenove starega mestnega jedra«, prostori krajevne skupnosti Kočevje-mesto.[5][6]